# 妙極院
妙極院（みょうごくいん）は、東京都台東区にある真言宗霊雲寺派の寺院。

## 歴史
1698年（元禄11年）、浄厳によって開山された。浄厳は叡尊より始まる真言宗の宗派に、初めて公に「真言律宗」を名乗ったことでも知られている。浄厳は第5代将軍徳川綱吉の帰依を受けており、現在地の土地を幕府から与えられ寺を創建した。これが当寺の起源である。また浄厳の号に「妙極堂」というのがあり、当院の院号の由来となっている。
墓地には、開山の浄厳や古武術「馬庭念流」当主の樋口定伊の墓がある。

## 文化財
- 樋口定伊墓（東京都指定旧跡 昭和30年指定）[2]
- 浄厳律師墓（東京都指定史跡 昭和33年指定）[3]

## 交通アクセス
- 根津駅より徒歩2分（経路案内）。